# Hans Matthison-Hansen
Hans Matthison-Hansen, född den 6 februari 1807 i Flensburg, död den 7 januari 1890 i Roskilde, var en dansk organist, far till Gottfred och Waage Matthison-Hansen.
Matthison-Hansen ägnade sig i början åt målarkonsten, men lärde samtidigt musik som autodidakt. På Weyses rekommendation fick han 1832 organisttjänsten i Roskilde domkyrka, den främsta i Danmark. År 1882 firade han sitt halvsekelsjubileum som innehavare av denna plats, där han gjort sig känd som en av Danmarks yppersta organister, särskilt utmärkt som improvisatör. Han konserterade 1862 i Stockholm och 1864 i London samt fick 1869 professors titel. Hans kompositioner består av orgelsaker, psalmer och kantater, oratorierna Johannes och Den stille Lørdag (tillägnat Oskar I), andliga sånger, tre stråkkvartetter samt manskvartetter, bland vilka den mest kända är Fra Issefjorden det bruser.

## Utmärkelser
- Riddare av Dannebrogorden,  1857[3]
- Professors namn,  1869[3]
- Dannebrogsmännens hederstecken,  1872[3]

[Redigera Wikidata]